# Jaroslav Vyškovský
Jaroslav Vyškovský (11. srpna 1909 – ???) byl slovenský a československý politik a poválečný poslanec Prozatímního Národního shromáždění a Ústavodárného Národního shromáždění za Demokratickou stranu.

## Biografie
V roce 1945 se stal hlavním tajemníkem expozitury Demokratické strany v Žilině. Ještě v roce 1947 se uvádí jako oblastní tajemník DS v Žilině. Bydlel v obci Halenkov, byl římskokatolického vyznání.
V letech 1945–1946 byl poslancem Prozatímního Národního shromáždění za Demokratickou stranu, kde setrval do parlamentních voleb v roce 1946. Pak se stal členem Ústavodárného Národního shromáždění, kde zastupoval Demokratickou stranu. V parlamentu setrval formálně do parlamentních voleb v roce 1948.
6. března 1948 oznámil Akční výbor Demokratické strany, že dvacet poslanců bylo vyloučeno ze strany, mezi nimi i Vyškovský. Následně byl Vyškovský jedním z obviněných v politickém procesu komunistického režimu proti Fedorovi Thurzovi. Na počátku 50. let byl v tomto procesu odsouzen.